# Jarrell (Texas)
Jarrell ist eine City des Williamson Countys im US-Bundesstaat Texas in den Vereinigten Staaten. Das U.S. Census Bureau hat bei der Volkszählung 2020 eine Einwohnerzahl von 1.753 ermittelt.

## Geographie
Die Entfernung zu der nordöstlich gelegenen Stadt Temple beträgt rund 40 Kilometer. 60 Kilometer südwestlich liegt Austin. Die Autobahn Interstate 35 verläuft mitten durch Jarrell.

## Geschichte
Die Stadt ist nach dem Siedler O.D. Jarrell benannt, der die Stadt im Jahre 1909 gründete. Nachdem eine Eisenbahnlinie durch den Ort führte, wuchs die Einwohnerzahl auf über 500 Personen an und es entwickelten sich landwirtschaftliche Betriebe, in denen Baumwolle sowie Weizen angebaut wurde und in denen Viehzucht betrieben wurde. Während der Great Depression und nach der Einstellung der Eisenbahnverbindung fiel die Einwohnerzahl bis auf weniger als 200 Personen. Mit der Gründung neuer Geschäftsfelder wuchs die Einwohnerzahl langsam aber stetig wieder bis auf knapp 1000 Personen an.
Im Jahre 2010 betrug die Einwohnerzahl 987 Personen.

## Jarrell-Tornado
Am 27. Mai 1997 verwüstete ein Tornado der Stufe F5, der Jarrell-Tornado, große Teile der Stadt. 27 Menschen verloren ihr Leben. Heute ist von den damaligen Zerstörungen kaum noch etwas zu bemerken.